# Ànec de Laysan
L'ànec de Laysan (Anas laysanensis) és una espècie d'ocell de la família dels anàtids (Anatidae) que habita llacunes i matolls espessos de l'illa de Laysan, a les Hawaii.